# Bothriochloa grahamii
Bothriochloa grahamii är en gräsart som först beskrevs av Henry Haselfoot Haines, och fick sitt nu gällande namn av Norman Loftus Bor. Bothriochloa grahamii ingår i släktet Bothriochloa och familjen gräs. Inga underarter finns listade i Catalogue of Life.